# 野性の少年
『野性の少年』（やせいのしょうねん、L'Enfant sauvage）は1970年のフランス映画。フランソワ・トリュフォー監督がJ・M・G・イタールによるアヴェロンの野生児の記録を映画化した。
イタール博士はトリュフォー自身が演じている。「俳優としての利害を忘れて、何よりも子どもを大切にできる人」というのがイタール博士を演じる俳優の条件だったのだが、適役がいなかったので自分でやることにしたそうである。
冒頭でジャン＝ピエール・レオへの献辞があることからも分かるように、本作はある意味でトリュフォーの自伝的作品である。トリュフォーはヘレン・ケラーの伝記とカスパー・ハウザーの話も映画化を企画しており、登場人物の生徒と教育者には、かつての自分と恩師のアンドレ・バザンの姿が重ねられている。
カメラマンのネストール・アルメンドロスとは本作で初めてタッグを組んだ。アルメンドロスは以後のトリュフォー映画でも何度かカメラマンを務め、トリュフォーはアルメンドロスの著作『キャメラを持った男』の序文も書いている。なお、劇中で野生児の名前の候補の中には「ネストール」が含まれている。

## ストーリー
「ジャン＝ピエール・レオーに」（献辞）
フランス中部の森林地帯アヴェロンで、獣の習性をもった、野性の少年が捕えられた。百姓たちはその処置にこまったが、ひとり、レミー老人（P・ビレ）だけが、この野性児に愛情ある接し方をした。やがて、少年はパリの聾唖者研究所に、研究のため引き取られた。そこのイタール博士（F・トリュフォ）と上役のピネル教授（J・ダステ）が少年を検査した結果、彼は赤ん坊の時、両親に喉を切られ、死んだと思って森に捨てられた、ということになった。この傷によって、少年は十二歳位だと判断された。少年は世間の関心を集め、見世物にされたり、悪戯されたりした。その興味が薄れた時、少年はもっと悲惨に扱われた。これをみかねたイタールは、少年の白痴的症状は、人間文化の不足によるものだとして、自分の家に引き取って、自説を証明しようとした。ビクトル（J・P・カルゴル）と名づけられた少年は、その日から、人間になるための困難な道を歩みはじめた。イタールはその過程を、克明に記録していった。それは人間味あふれる闘いであり、感情のコミュニケーションであった。家政婦のゲラン夫人（F・セニエ）も、やさしい心で少年に接し、協力した。少年の感性は、目覚めつつあった。初めて涙をながし、初めて「ミルク」と言った。そして、不当に罰せられると、反抗するようになった。これは大きな進歩であった。イタールは喜びのあまり叫んだ。「君はもう人間だ」。しかし、イタールにも失意の日はあった。絶望的になり、自分のしていることの意味がわからなくなることもあった。そして、ついにある日、ビクトルが逃亡した。だが、人間的感情を身につけてしまった少年には、一人ぼっちで自然にいることは耐えられなかった。みじめな様子でもどってきた少年を見て、イタールは自分の行ってきたことの成果をこんどこそ確信した。その時から、また彼とビクトルの新たなる勉強が、始まったのだった。

## キャスト
- ヴィクトール（アヴェロンの野生児）：ジャン＝ピエール・カルゴル
- ジャン・イタール：フランソワ・トリュフォー　(金内吉男)
- フィリップ・ピネル：ジャン・ダステ
- ゲラン夫人：フランソワーズ・セニエ
- レミー：ポール・ヴィレ
- 聾唖学院の看護人：ピエール・ファーブル
- レムリ氏：クロード・ミレール
- レムリ夫人：アニー・ミレール
- 赤ん坊：ナタン・ミレール

## 解説
- レムリ夫妻とその子どもは、映画監督のクロード・ミレール一家のカメオ出演。
- 照明の光源は本物のロウソクを使った。ロウソクの光だけで撮影する手法はスタンリー・キューブリック監督が1975年に『バリー・リンドン』で試みているが、本作の方が6年早い。カメラマンのアルメンドロスはそのことを密かに自慢にしていたらしい。
- 後のトリュフォー映画でも使用される「アイリス」の技法（絞りを使ったクローズアップ）が本作では多用されている。アネット・インスドーフは『フランソワ・トリュフォー、彼の人生の映画たち』のなかで、アイリス・イン（暗→明）は発展や進歩や希望、アイリス・アウト（明→暗）は停滞や曖昧さやペシミズムを表現すると分析している。
- スティーヴン・スピルバーグ監督は本作に感銘を受けて、『未知との遭遇』のフランス人科学者役をトリュフォーに頼んだ。ラストシーンにその影響がみられる。
- 戸田奈津子が最初に映画字幕の翻訳を担当した映画だった。